# Lucius Aemilius Mamercinus Privernas
Lucius Aemilius Mamercinus Privernas was een Romeins politicus en militair in de 4e eeuw v.Chr.
Hij was in 341 v.Chr. consul samen met Gaius Plautius Venno. Hij werd tegen de Samnieten uitgezonden en bracht zoveel schade toe aan hun land, dat ze hem om vrede smeekten en hij hen doorverwees naar de senaat.
In 335 v.Chr. werd hij als dictator, met Quintus Publilius Philo als zijn magister equitum aangesteld om de comitia te organiseren in de afwezigheid van de consuls.
In 329 v.Chr. was hij opnieuw consul, deze keer met Gaius Plautius Decianus als zijn collega. Mamercinus zou een groot leger hebben opgericht om weerstand te bieden aan de Galliërs die werden gezegd zuidwaarts te trekken. Maar toen hij na enkele dagen wachten merkte dat er geen gevaar van die kant dreigde, besloot hij zich met zijn leger zijn collega bij Privernum te vervoegen. De stad werd uiteindelijk tot overgave gebracht en beide consuls vierden een triomftocht en hielden een pleidooi in de senaat om de stad billijke voorwaarden te stellen. Zijn agnomen of bijnaam Privernas had hij dan ook te danken aan deze inname van de stad Privernum in het gebied van de Volsci.
In 326 v.Chr. werd hij als interrex aangesteld om de consulverkiezingen in goede banen te leiden.
In 316 v.Chr. werd hij voor de tweede maal tot dictator aangesteld, deze keer om oorlog te voeren, met Lucius Fulvius Curvus als zijn magister equitum. Hij viel Saticula aan en versloeg de Samnitische strijdmacht.